# Speedway Ekstraliga
Speedway Ekstraliga, pl: Ekstraliga żużlowa, är sedan år 2000 den högsta serienivån för speedway i Polen. Och är tillsammans med Elitserien en av de mest kända speedwayligorna i världen. Speedway Ekstraliga består av 8 lag.

## Nuvarande klubbar under säsongen 2024
| Klubb                    | Stad                | Första säsong |
| ------------------------ | ------------------- | ------------- |
| WTS Wrocław              | Wrocław             | 2000          |
| Stal Gorzów Wielkopolski | Gorzów Wielkopolski | 2000          |
| GKM Grudziądz            | Grudziądz           | 2015          |
| Unia Leszno              | Leszno              | 2000          |
| KS Toruń                 | Toruń               | 2000          |
| Włókniarz Częstochowa    | Częstochowa         | 2000          |
| Speedway Lublin          | Lublin              | 2019          |
| ZKŻ Zielona Góra         | Zielona Góra        | 2001          |

## Mästare
| Säsong | Klubb                    |
| ------ | ------------------------ |
| 2000   | Polonia Bydgoszcz        |
| 2001   | KS Toruń                 |
| 2002   | Polonia Bydgoszcz        |
| 2003   | Włókniarz Częstochowa    |
| 2004   | Unia Tarnów              |
| 2005   | Unia Tarnów              |
| 2006   | WTS Wrocław              |
| 2007   | Unia Leszno              |
| 2008   | KS Toruń                 |
| 2009   | ZKŻ Zielona Góra         |
| 2010   | Unia Leszno              |
| 2011   | ZKŻ Zielona Góra         |
| 2012   | Unia Tarnów              |
| 2013   | ZKŻ Zielona Góra         |
| 2014   | Stal Gorzów Wielkopolski |
| 2015   | Unia Leszno              |
| 2016   | Stal Gorzów Wielkopolski |
| 2017   | Unia Leszno              |
| 2018   | Unia Leszno              |
| 2019   | Unia Leszno              |
| 2020   | Unia Leszno              |
| 2021   | WTS Wrocław              |
| 2022   | Speedway Lublin          |
| 2023   | Speedway Lublin          |